# دویچ یارندورف
دویچ یارندورف (به آلمانی: Deutsch Jahrndorf) یک Landgemeinde و شهرستان اتریش در اتریش است که در Neusiedl am See District واقع شده‌است.

## خصوصیات
دویچ یارندورف ۵۶۵ نفر جمعیت دارد.